# Otto August Rühle von Lilienstern

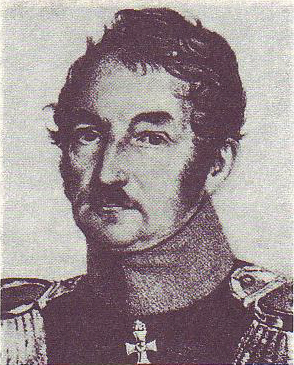
Johann Jakob Otto August Rühle von Lilienstern (1780–1847), zeitgenössische Lithographie

Johann Jakob Otto August Rühle von Lilienstern (* 16. April 1780 in Berlin; † 1. Juli 1847 in Salzburg) war ein preußischer Generalleutnant, Militärschriftsteller und Sammler sowohl altdeutscher Gemälde als auch antiker und frühmittelalterlicher Münzen.

## Leben

### Herkunft
Otto August war der Sohn von Jakob Friedrich Rühle von Lilienstern (* 3. Mai 1749 in Frankfurt am Main; † 19. November 1817 in Wittstock) und dessen Ehefrau Christiane Sophie Katharina, geborene von Cronenfels, verwitwete von Quickmann (* 20. April 1751 in Berlin; † 7. November 1817 in Wittstock). Sein Vater war Sekondeleutnant a. D., zuletzt im Infanterieregiment „von Thüna“ sowie Ritterschaftsrat in Wittstock und Besitzer des Gutes Königsberg bei Prignitz.

### Militärkarriere
Rühle besuchte das Kadettenhaus Berlin und wurde am 6. Dezember 1795 zusammen mit Heinrich von Kleist Fähnrich im Regiment Garde. Mit diesem verband ihn seit dieser Zeit eine enge Freundschaft. Dass er sich lebhaft für das Militärwesen interessierte, beweist seine Mitgliedschaft in der Militärischen Gesellschaft. Im Unterschied zu Kleist machte er beim Militär Karriere, nachdem er seit 1801 die Vorlesungen von Scharnhorst besucht hatte. 1806 kämpfte er im Korps des Fürsten Hohenlohe als Generalstabsoffizier während des Feldzuges in der Schlacht bei Jena und Auerstedt und wurde nach der Kapitulation von Prenzlau inaktiv. Rühle erhielt nach dem Frieden von Tilsit die Erlaubnis, in weimarische Dienste zu treten. Dort stieg er zum Major auf und wurde Kammerherr sowie Gouverneur des Prinzen Bernhard von Weimar. Mit ihm war er 1809 bei der Sächsischen Armee am Feldzug gegen Österreich beteiligt. 1811 gab Rühle seine Anstellung auf und betätigte sich in der Landwirtschaft, da sein Ersuchen um Verwendung als Lehrer an der Allgemeinen Kriegsschule aufgrund nicht vorhandener Stellen abgelehnt worden war.
Am 24. Februar 1813 stellte König Friedrich Wilhelm III. ihn wieder in der Preußischen Armee an und teilte Rühle dem Hauptquartier Blüchers zu. Nach der Schlacht bei Leipzig wurde er zum Generalkommissar der deutschen Landesbewaffnung ernannt und zum Oberstleutnant befördert. Da er erkrankte, war es ihm nicht möglich, weiterhin am Feldzug teilzunehmen. Als Generalkommissar wurde er jedoch zum Wiener Kongress hinzugezogen.
Nach dem Feldzug von 1815 wurde er mit der Leitung der Kriegsgeschichtlichen Abteilung des preußischen Generalstabes betraut. Im Jahre 1816 wurde er als Oberst im Großen Generalstab der erste Hauptschriftleiter des mit königlicher Kabinettsorder neu gegründeten Militär-Wochenblattes. Rühle wurde 1819 Chef des Großen Generalstabs in Berlin. Diese Funktion behielt er jedoch nur zwei Jahre, bis er durch den dienstälteren General Karl von Müffling ersetzt wurde. Im Jahre 1835 stieg er zum Generalleutnant auf und wurde zwei Jahre darauf Direktor der Allgemeinen Kriegsschule in Berlin. Zusätzlich war Rühle ab 23. Mai 1844 auch Generalinspektor für das Militärerziehungs- und Bildungswesen sowie Präses der Obermilitär-Examinationskommission.

### Schriftstellerische Tätigkeit
Er war vielseitig interessiert. Zeitweise (1824–1836) bemühte er sich darum, den Geographie- und Geschichtsunterricht durch die Herausgabe von Atlanten und Wandkarten zu verbessern. In dieser Hinsicht arbeitete er – nicht ganz spannungsfrei – mit dem bekannten Kartographen Heinrich Berghaus zusammen. Einzelheiten darüber in den Studien von J. Espenhorst (s. Literaturliste).

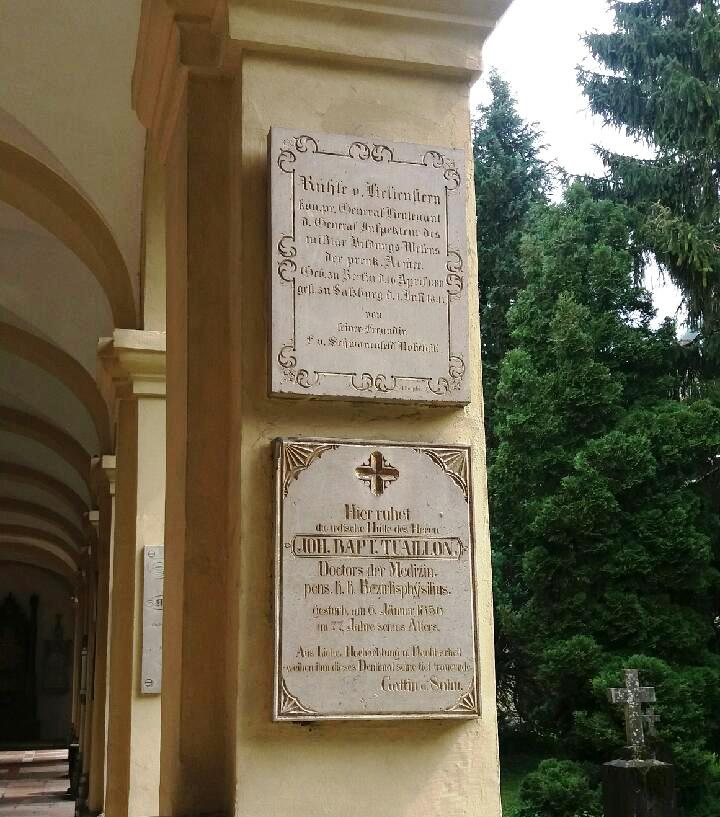
Epitaph für Otto August Rühle von Lilienstern, Sebastiansfriedhof Salzburg

Seine Publikationen sind nicht immer leicht zu finden, denn er veröffentlichte seine Arbeiten häufig nur unter dem Kürzel R. v. L.
Die enge Freundschaft zu Kleist ist durch zahlreiche Briefe belegt. Kleist widmete ihm den Aufsatz den sicheren Weg des Glücks zu finden und ungestört, auch unter den größten Drangsalen des Lebens, ihn zu genießen. Rühle von Lilienstern unterstützte seinerseits Kleists literarisches Werk, indem er zum Beispiel die Herausgabe der Zeitschrift Phöbus mitfinanzierte.

### Gemälde- und Münzensammlung
Seine kenntnisreich zusammengetragene Sammlung insbesondere altdeutscher Gemälde (versteigert in Berlin 1848) ist heute so gut wie vergessen.
Rühle von Lilienstern trug darüber hinaus kenntnisreich eine Sammlung antiker und frühneuzeitlicher Münzen zusammen. Er zählte zu einem Kreis von Münzensammlern, der in Berlin im Haus des Privatgelehrten und Numismatikers Benoni Friedländer (1773–1858) zusammenkam. Das Münzkabinett des Königlichen Museums in Berlin (heute Altes Museum) kaufte 1842 Rühle von Liliensterns Sammlung an.

### Familie
Rühle heiratete am 30. Juni 1808 in Dresden Henriette, verwitwete von Schwedthoff, geborene von Frankenberg-Ludwigsdorf (* 1789 in Schüttlau; † 10. Dezember 1847 in Berlin). Die Ehe blieb kinderlos. Er adoptierte Jenny von Schwedthoff (* 25. Mai 1802; † 10. März 1888), die den Politiker Julius von Schleinitz (1806–1865) heiratete.

### Ehrungen
Am 6. Mai 1846 wurde er Ehrenmitglied der Königlich-Preußischen Akademie der Wissenschaften.
Rühle von Lilienstern starb auf der Rückreise aus Bad Gastein in Salzburg an einem Lungenbrand und wurde in den Gruftarkaden des Sebastiansfriedhofes bestattet. Sein Epitaph an einem der dortigen Arkadenpfeiler ist erhalten.

## Werke
- Bericht eines Augenzeugen von dem Feldzuge der während den Monaten September und Oktober 1806 unter dem Kommando des Fürsten zu Hohenlohe-Ingelfingen gestandenen Königl. preußischen und Kurfürstl. sächsischen Truppen: nebst 4 Planen und Beylagen. Cotta, Tübingen 1807. (Digitalisat)
- Reise mit der Armee im Jahre 1809. 3 Bände. Rudolstadt 1810/11. (Neudruck in einem Band Wien 1986)
- Apologie des Krieges, besonders gegen Kant. In: Deutsches Museum 1813. Band 3. S. 158–173 und S. 177–192.
- Zur Geschichte der Pelasger und Etrusker, so wie der altgriechischen und altitalischen Völkerstämme überhaupt: Graphische Construktionen nach Hirt, Mannert, Niebuhr u. Otfr. Müller. Berlin 1831.[3]